# DDL Intercettazioni
Il DDL intercettazioni era un disegno di legge presentato al Parlamento italiano nel 2008 durante il governo Berlusconi IV.

## Storia
La legge è stata presentata dal ministro della Giustizia italiano Angelino Alfano, nel corso del 2008, passata alla Camera nel 2009 e successivamente modificata dal Senato della Repubblica. Caduto il governo Berlusconi nel 2011, il provvedimento registrò una stasi nella sua trattazione parlamentare, fino alla fine della legislatura, quando la proposta decadde poiché non convertita in legge.
In tutti i successivi tentativi di bilanciare per legge il diritto di cronaca e quello alla riservatezza delle comunicazioni, avanzati anche nella XVI legislatura, la polemica pubblica si è incentrata sulla ricca casistica in cui la classe politica proponente è stata oggetto di intercettazioni su eventi che, altrimenti, assai difficilmente sarebbero stati resi noti.

## Contenuto

### Diritto di replica e sanzioni
Una delle misure proposte (punto 29) avrebbe dato a qualunque persona fisica e giuridica che si sentisse offesa dal contenuto di una pubblicazione o di un sito web il diritto di vedere pubblicata entro 48 ore, nello stesso luogo e con pari importanza, una replica non modificabile e non commentabile. Il mancato rispetto di questo diritto avrebbe portato a una multa fino a 12000 €.

### La sanzioni per i giornalisti
La disciplina delle intercettazioni predispone il divieto tassativo di pubblicare gli atti di un procedimento penale. La violazione di tale divieto configura un reato. Il giornalista può pubblicare i testi di un'intercettazione solo dopo la conclusione delle indagini preliminari o dell'udienza preliminare. Diversamente, incorre nelle pene previste dall'art. 114 del Codice di procedura penale (“Divieto di pubblicazione di atti e di immagini”).
La divulgazione di atti o documenti di cui sia vietata la pubblicazione configura la fattispecie della “Pubblicazione arbitraria di atti di un procedimento penale” (art. 684 codice penale).

## Aspetti dibattuti
A sostegno della legge si è affermato che le intercettazioni sono usate troppo spesso e che i media spesso ne conoscono il contenuto. Il primo ministro Silvio Berlusconi ha dichiarato nel 2010 che la legislazione era necessaria per tutelare la privacy dei cittadini italiani. Lo stesso Berlusconi e politici e uomini pubblici a lui vicini sono stati intercettati, e alcuni brani sono stati pubblicati per esempio nel dicembre 2007, quando sono state rese pubbliche delle conversazioni telefoniche tra Berlusconi (allora leader dell'opposizione) e Agostino Saccà, direttore generale della Rai, provocando uno scandalo nei media.
In segno di protesta, i giornalisti italiani hanno indetto uno sciopero per il giorno 9 luglio 2010.
Inoltre, il 4 e il 5 ottobre 2011 tutte le pagine di Wikipedia in italiano sono state reindirizzate a una dichiarazione in cui si metteva in luce come una tale norma avrebbe minato l'esistenza stessa di Wikipedia.